# Dendrit (Kristallographie)

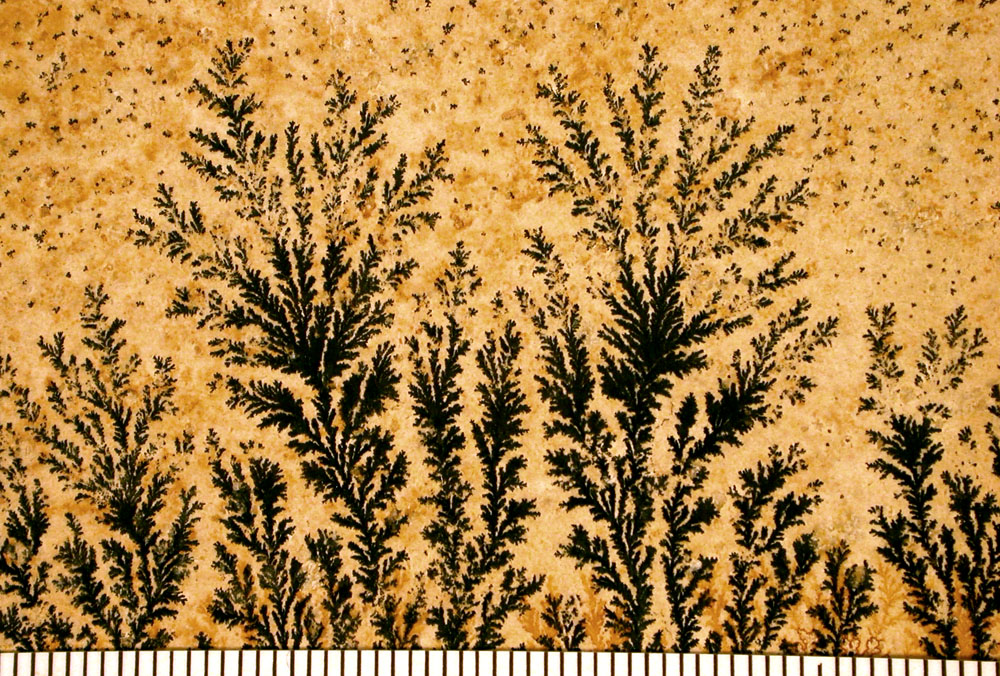
Manganoxid-Dendriten auf Solnhofener Plattenkalk; Skale in Millimetern

Als Dendriten (von griechisch déndron „Baum“) oder Skelettkristalle bezeichnet man in der Metallo- und Kristallographie baum- oder strauchartige Kristallstrukturen.
In der Geologie gibt es sie zum Beispiel als Auskristallisationen von Eisen- und Mangan-Oxiden auf Gesteinsflächen; diese werden oft mit Fossilien von Pflanzenresten verwechselt (Pseudofossilien).

## Entstehung

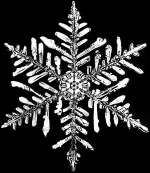
Schneeflocke

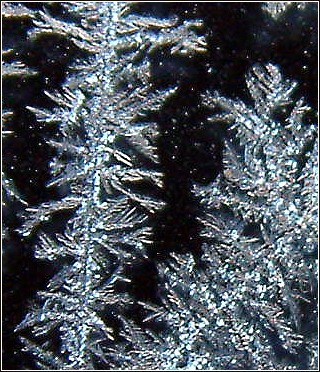
Eis-Dendriten: Eisblumen auf einer Fensterscheibe

Dendriten entstehen bei der Kristallisation einer übersättigten Gasphase oder Schmelze, wenn die Kristallstruktur bevorzugte Wachstumsrichtungen aufweist und neue Substanz bevorzugt an den Ecken oder Kanten des Kristallkeims angelagert wird, während das Wachstum der Kristallflächen dahinter zurückbleibt.
Ein Beispiel ist die Schneeflocke (siehe linkes Bild). Nachdem sich ein Kristallisationskeim gebildet hat, wachsen Strukturen entlang der sechs [100]-Richtungen der hexagonalen Gitterstruktur von Eis, also entlang der Basalebenen in einem Winkel von 60° zueinander. Die Wachstumsgeschwindigkeit entlang der Richtung [001] senkrecht zu den Basalebenen ist gering. Wäre sie im Vergleich groß, würde man keine flachen Schneeflocken beobachten, sondern langgestreckte Schneenadeln (Polarschnee).
Kleine Schneeflocken sind symmetrisch aufgebaut, anders als zum Beispiel die Eisstrukturen auf einer Fensterscheibe, siehe rechtes Bild. Denn die Kristallisations-Umgebung ist für alle Seiten eines kleinen Kristallisationskeims in der Luft nahezu identisch. Das Wachstum der sechs Fortsätze verläuft fast gleichartig. Störungen der Makroumgebung, zum Beispiel Veränderung der Übersättigung, wirken sich auf alle Fortsätze gleichermaßen aus. Unterschiede der Mikroumgebung auf einer Skala von wenigen Millimetern verursachen die feinen Unterschiede zwischen den 6 Dendritenbäumen. Die Umgebung variiert von Keim zu Keim, weshalb keine Schneeflocke der anderen gleicht.
In erstarrenden Metallschmelzen entstehen Dendriten bei relativ kleiner Keimzahl und hoher Kristallisationsgeschwindigkeit gepaart mit einer starken Kristallwachstumsanisotropie, wie sie zum Beispiel in vergossenem, erstarrendem Stahl anzutreffen sind. Von Eigen- oder Fremdkeimen ausgehend wachsen einzelne Kristallnadeln in bevorzugte Richtungen, entsprechend der Wärmeabführung in der Schmelze. Nach kurzen Wachstumszeiten entstehen weitere Stengelkristalle rechtwinklig an den vorhandenen Transkristalliten in allen Richtungen. Dies führt zu einem tannenbaumartigen Kristalliten, der den Dendriten im Schliffbild darstellt.
Ein Beispiel für Skelettwachstum eines Minerals in natürlichem Gestein ist Quarz in Schriftgranit.

## Dendritenwachstum bei elektrochemischen Elementen

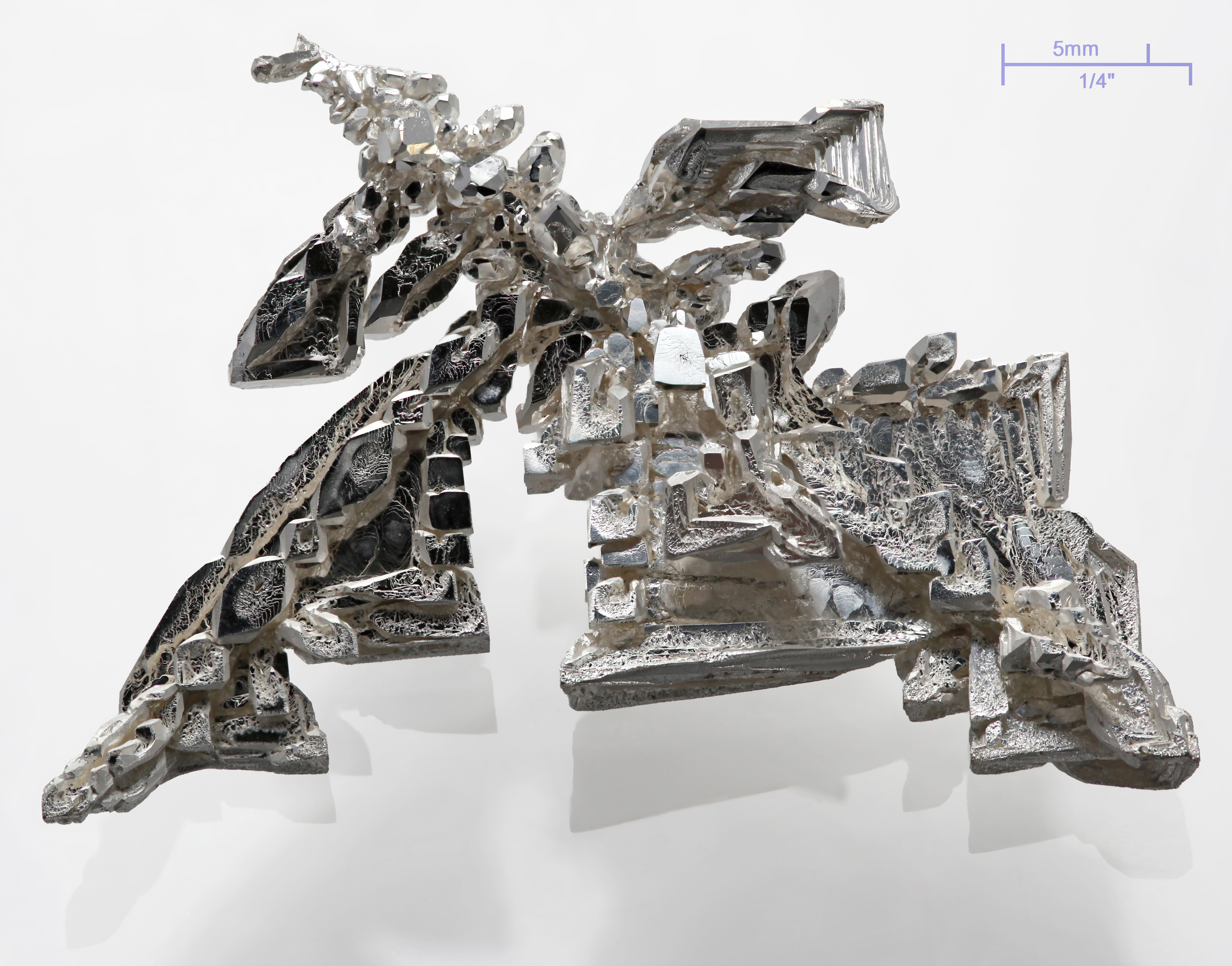
Ein reiner Silberkristall, elektrolytisch hergestellt mit deutlich sichtbaren dendritischen Strukturen

Hochreiner, elektrolytisch abgeschiedener Kupferkristall mit dendritischer Struktur

Durch elektrochemische Vorgänge können auf den Elektroden von Akkumulatoren Dendriten wachsen. Wenn sie den Separator zwischen den Elektroden durchdringen, führt dies zum Kurzschluss in der Zelle. Dieser hat einen vollständigen Ausfall oder in schwächer ausgeprägten Fällen eine beschleunigte Selbstentladung der Zelle zur Folge.

## Metallbäume
Dendriten bzw. metallische Baumstrukturen können nicht nur bei Elektrolysen entstehen, sondern auch, wenn das Metall durch ein Reduktionsmittel abgeschieden wird, z. B. durch ein unedleres Metall. Dabei können die dendritischen Metallbäume entstehen, beispielsweise Silberbäumchen aus Silbersalzlösungen.